# Access Point Name
Ein Access Point Name (APN, auch „Zugangspunkt“) ist der Name des Gateways zwischen einem Backbone eines Mobilfunknetzes (z. B. GPRS, 3G oder 4G) und einem externen paketbasierten Datennetz, häufig dem öffentlichen Internet.

## Definition
In einem GPRS-Backbone-Netzwerk ist der APN eine Referenz auf einen Gateway GPRS Support Node (GGSN). Dabei kann jeder GGSN über verschiedene Access Points Links zu mehreren Paket-Datennetzen besitzen. Der APN definiert also auch, zu welchem Access Point und damit zu welchem Netz eine Verbindung für das mobile Endgerät aufgebaut werden soll.
APNs sind DNS-Hostnamen und daher mit FQDN-Hostnamen im Internet vergleichbar. Während aber ein FQDN-Hostname eine Referenz auf eine IP-Adresse im Internet angibt, spezifiziert ein APN eine Referenz auf eine IP-Adresse im GPRS-Backbone, eben auf diejenige eines GGSN. APN werden deswegen in vielen Knoten im GPRS-Netz verwendet, so bei mobilen Endgeräten, SGSN, GGSN oder HLR/VLR.
Obwohl der Begriff APN in 3GPP 03.03 klar definiert ist, wird er umgangssprachlich meist mit dem Datennetz gleichgesetzt, zu dem vom mobilen Endgerät aus verbunden wird. Gelegentlich werden auch die Paketdienst-Verbindungseinstellungen als APN bezeichnet.

## Beispiele
- internet
- mywap
- bigbank-intranet
- mycompany.mnc02.mcc283.gprs
- web.vodafone.de / wap.vodafone.de

Typischerweise möchte ein Benutzer eines mobilen Endgerätes Zugang zum Internet. Weitere Beispiele sind WAP-Dienste oder ein Datentunneling in ein Intranet eines Unternehmens. Die Referenznamen und deren Gültigkeitsbereich sind abhängig vom momentanen Mobilfunknetz bzw. dem zugeteilten SGSN.

## Funktionsweise
Beim Aufbau einer GPRS- oder UMTS-Paketdaten-Verbindung teilt das mobile Endgerät dem SGSN den APN mit. Der SGSN bestimmt darauf durch eine DNS-Abfrage im GPRS-Backbone (IP-Netz) den für diesen APN eingetragenen zuständigen GGSN. Danach wird zwischen SGSN und GGSN eine GTP-Verbindung aufgebaut, über die die Datenpakete vom mobilen Endgerät zum Access Point und von dort ins Paketdaten-Netz transportiert werden.
Um Daten-Roaming zwischen den GPRS-Netzwerken unterschiedlicher Mobilfunkgesellschaften zu gewährleisten, wird für netzübergreifende APN folgendes DNS-Schema verwendet:
<APN>.mnc<MNC>.mcc<MCC>.
Die SGSNs versuchen hierbei über Abfrage durch die DNS-Hierarchie im GPRS-Backbone den APN aufzulösen und so den zuständigen GGSN in fremden Netzen zu finden.